# حديقة كيب هيلزبورو الوطنية
كيب هيلزبورو هي حديقة وطنية في ولاية كوينزلاند، أستراليا، 837 كم شمال غرب بريزبان.